# Creach Bheinn (berg i Storbritannien, Highland)
Creach Bheinn är ett berg i Storbritannien.   Det ligger i kommunen Highland och riksdelen Skottland, i den nordvästra delen av landet, 700 km nordväst om huvudstaden London. Toppen på Creach Bheinn är 704 meter över havet.
Terrängen runt Creach Bheinn är kuperad. Havet är nära Creach Bheinn åt sydost.  Närmaste större samhälle är Ballachulish, 18,7 km öster om Creach Bheinn. Trakten runt Creach Bheinn består i huvudsak av gräsmarker.